# Pseudolepturges
Pseudolepturges es un género de escarabajos longicornios de la tribu Acanthocinini.

## Especies
- Pseudolepturges caesius Monne & Monne, 2007
- Pseudolepturges rufulus (Bates, 1885)
- Pseudolepturges triplarinus  Nascimento & Perger, 2018